# Enterovirus
Els enterovirus són un gènere de virus d'ARN associats amb diverses malalties humanes i dels mamífers. S'han trobat 66 serotips. Sobre la base de les malalties humanes i de mamífers s'havien classificat en un principi en quatre grups: poliovirus, virus Coxsackie A (CA), virus Coxsackie B (CB) i ecovirus. Els ecovirus, actualment es classifiquen en nombres consecutius: EV68, EV69, EV70, i EV71, etc.
Els enterovirus afecten milions de persones a tot el món cada any, sovint es troben a les secrecions respiratòries (per exemple, saliva, esputs o moc nasal). La poliomielitis és causada per un poliovirus.
Les infeccions d'enterovirus s'estenen per la ruta fecal-oral. Els símptomes són molt amplis que van des d'una malaltia lleu respiratòria (refredat comú), la febre aftosa humana o la conjuntivitis hemorràgica aguda a la meningitis abacteriana, la miocarditis,la malaltia similar a sèpsia neonatal greu o la paràlisi flàccida aguda.
Rarament, provoquen casos fatals. A Catalunya, el primer cas confirmat de mort per enterovirus (un ecovirus EV 71) fou el 12 de setembre de 2016.

## Taxonomia
N'hi ha 10:
- Enterovirus boví
- Enterovirus humà A
- Enterovirus humà B
- Enterovirus humà C
- Enterovirus humà D
- Rinoviurs humà A
- Rinoviurs humà B
- Rinoviurs humà C
- Enterovirus porcí B
- Enterovirus dels simis A